# Bötterum
Bötterum är en by i Långemåla socken i Högsby kommun.
Byn har förmodligen forntida anor, vid gården står en runsten som påträffats i en mosse vid byn och nu står uppställd vid Bötterums gästgivargård. I dokument omtalas byn första gången 1299 ('in Bøtharum') i samband med ett arvskifte. 1378 Erengisle Sunesson (båt) en gård i Bötterum till Vadstena kloster. Under 1500-talet bestod Bötterum av en skatteutjord, ett mantal tillhörigt Skänninge kloster vilket 1558 tillföll Gustav Vasa som arv och eget, ytterligare 3 mantal arv och eget (av vilka ett tidvis låg öde) vilka torde vara identiska med de tre gårdar i Bötterum som på 1490-talet upptogs i Sten Stures jordebok och där en då angavs vara nybyggd. Dessutom fanns här två mantal frälse, vilka åtminstone sedan 1520-talet lytt under rättardömet Kalvenäs.
På 1600-talet kom Bötterum att omväxlande med Staby att bli tingsplats i Handbörds härad. En krog hade då sedan tidigare funnits i Bötterum men i slutet av 1600-talet inrättades här även ett gästgiveri. I Bötterum finns nu Långemålas hembygdsgård, och vid hembygdsparken finns en minnessten över Gustaf Raab rest.